# Sverige.se
Sverige.se var en gemensam webbplats för den offentliga förvaltningen. Den var en samhällsportal och samhällsguide som gjorde det lättare att hitta i det offentliga Sverige. På Sverige.se fanns webbadresser och kontaktuppgifter till kommuner, landsting och myndigheter med mera. 
Webbplatsen hade funnits sedan 1997 under namnet SverigeDirekt. Statskontoret tog över driften 2003. Sedan oktober 2004 hette den sverige.se och förvaltades av Verva. Den 29 januari 2008 kom beslutet att lägga ner portalen den 5 mars samma år. 
Domänen är numera en del av sweden.se som ägs och administreras av Svenska institutet.